# Puerto Galera
Puerto Galera è una municipalità di prima classe delle Filippine, situata nella provincia di Mindoro Orientale, nella regione Mimaropa.
Puerto Galera è formata da 13 barangay:
- Aninuan
- Baclayan
- Balatero
- Dulangan
- Palangan
- Poblacion
- Sabang
- San Antonio
- San Isidro
- Santo Niño
- Sinandigan
- Tabinay
- Villaflor